# Dianthus galicicae
Dianthus galicicae är en nejlikväxtart som beskrevs av K. Micevski. Dianthus galicicae ingår i släktet nejlikor, och familjen nejlikväxter. Inga underarter finns listade i Catalogue of Life.